# Benjamin Recordon
Pour les articles homonymes, voir Recordon.
Benjamin Recordon, né le 2 septembre 1845 à Vevey et mort dans la même ville le 19 juillet 1938, est un architecte et enseignant vaudois.

## Biographie
Benjamin Recordon fréquente la Realschule de Bâle puis fait un stage d’architecture chez Samuel Késer à Vevey. En 1865-1868, il étudie et travaille auprès de Gottfried Semper à l'École polytechnique fédérale de Zurich, puis avec Léo Châtelain à Neuchâtel. Entre 1873 et 1875, il réalise le Collège des jeunes filles de Vevey. 
La carrière d’architecte de Benjamin Recordon est marquée par la construction du Tribunal fédéral de Montbenon, à Lausanne (3e prix au concours de 1877, mais chargé de la réalisation, 1886 inauguration). Il est nommé professeur de stéréotomie à l’Académie de Lausanne (1881-1890), puis professeur de construction civile à l’école polytechnique de Zurich (1890-1916). À Zurich, il construit le laboratoire des machines de l'école polytechnique (1896-1900) et l'Église évangélique française (1900-1092). Très intéressé par les matériaux dont la connaissance est indispensable, il publie des articles en particulier sur le béton armé et le gypse. Il s'intéresse également au marché de ces matériaux.
En 1889, Benjamin Recordon participe au concours international d'architecture pour le futur Palais de Rumine. Son projet, "Léman", reçoit le 5e prix.

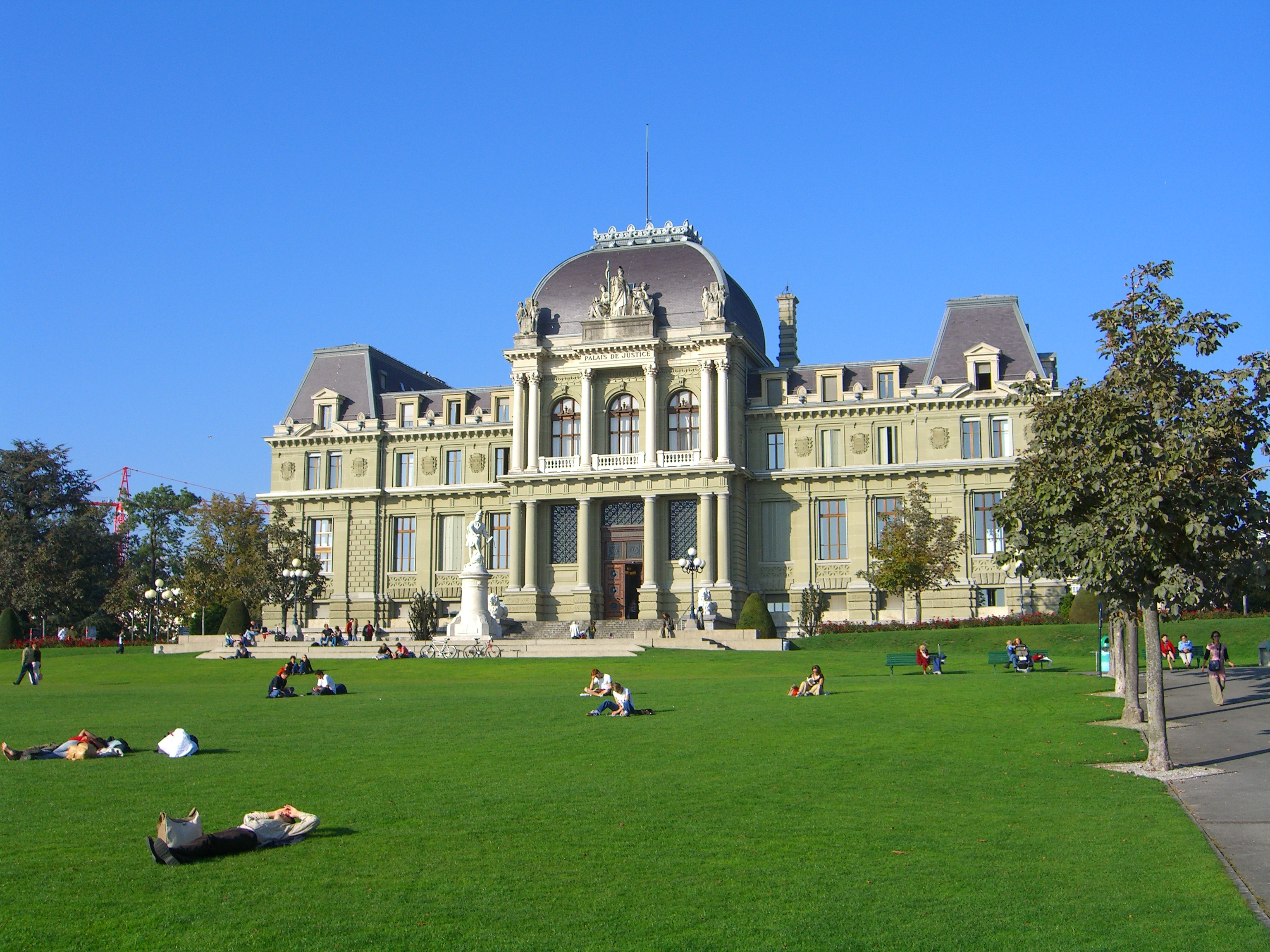
Lausanne, ancien Tribunal fédéral de Montbenon

### Archives
- Fonds : Benjamin Recordon.  Cote : CH-001538-7 0023. Archives de la construction moderne-EPFL.